# Bunut (Kisaran Barat)
Bunut is een bestuurslaag in het regentschap Asahan van de provincie Noord-Sumatra, Indonesië. Bunut telt 2986 inwoners (volkstelling 2010).